# Számítógép-hálózat
A számítógép-hálózat olyan speciális rendszer, amely a számítógépek egymás közötti kommunikációját biztosítja. A számítógépek az egymással való információcseréhez digitális összeköttetéseken keresztül közös kommunikációs protokollokat használnak. Ezek a kapcsolódások különböző távközlési technológiákból épülnek fel, amelyek fizikailag lehetnek vezetékes, azon belül réz vagy optikai kábeles, illetve vezeték nélküli, különféle rádiófrekvenciás megoldások.
A számítógép-hálózat csomópontjai lehetnek személyi számítógépek, szerverek, hálózati hardverek, mint a modemek, a routerek és a switchek, vagy egyéb speciális illetve általános célú gazdagépek.
A számítógépes hálózatok számos kritérium alapján csoportosíthatóak, ideértve a jelek továbbítására használt átviteli közeget, a sávszélességet, a hálózati forgalom szervezésére szolgáló kommunikációs protokollokat, a hálózat kiterjedését és méretét, a topológiát, a forgalomirányítási mechanizmust és a szervezeti célokat.
A számítógép-hálózat lehet fix (kábelalapú, állandó) vagy ideiglenes (mint például a modemen vagy null modemen keresztüli kapcsolat). A vezeték nélküli internet általában vagy a cellás (mobil) szolgáltatásra, vagy a wifis megoldásra épül.

## Története
A számológépek és a korai számítógépek közötti utasítások továbbítását kezdetben maguk az emberek végezték. 1940 szeptemberében George Stibitz telexgépet használt arra, hogy a Bell laboratórium kutatási projektjének keretein belül készült Complex Number Calculator nevű gépnek utasításokat küldjön a New Hampshire-ben lévő Dartmouth College-ban tartott bemutató helyszínéről New Yorkba, ahol a gép üzemelt, illetve az eredményeket hasonló módon kapta vissza. A számítógépek kimeneti perifériáinak (telexgépek) összekapcsolását először 1962-ben, az Advanced Research Projects Agency ARPA keretében végezte el J. C. R. Licklider az általa kidolgozott „Intergalactic Computer Network” nevű hálózati koncepció alapján. A kutatók 1964-ben Dartmouthban kifejlesztették az időosztásos rendszert, amely lehetővé tette egy nagy számítógép szolgáltatásainak nagyszámú felhasználó közötti megosztását. Még ugyanebben az évben az MIT, valamint a General Electric és a Bell Labs fejlesztőiből álló csoport egy DEC PDP–8-as számítógéppel megvalósította egy telefonközpont vezérlését.
Paul Baran 1968-ban tett javaslatot egy olyan hálózati rendszerre, amelyben adatcsomagokat, ún. datagramokat továbbítanak. Ez a rendszer lett az alapja a csomagkapcsolt számítógépes hálózatoknak. 1969-ben a University of California (Los Angeles), az SRI (Stanford), a University of California (Santa Barbara) és a University of Utah kialakították a gépeik összekapcsolásával az ARPANET hálózatot, amely még 50 kbit/s hurok használatával működött.
A hálózatok és a technológiák fejlődése, a különféle összeköttetési lehetőségek bővülése, a számítógépek egymással és egymáson keresztüli kapcsolatai iránti igények növekedése ösztönözte az iparág egyes területeinek fejlesztéseit és fejlődését (hardver, szoftver, perifériák). E fejlődés eredményeként ugrásszerűen megnőtt a hálózatot használók száma, mind az üzleti területeken, mind pedig az otthoni alkalmazásoknál, és napi gyakorlattá válik a hálózati szolgáltatások növekvő méretű használata.

## Területi kiterjedés

Számítógép-hálózatok kiterjedés szerint.

A számítógép-hálózatok egyik lehetséges rendszerezési módja a földrajzi értelemben vett kiterjedésük  és elhelyezkedésük alapján történő kategorizálás.
- Személyi hálózat (angolul: Personal Area Network, röviden: PAN): Olyan kis kiterjedésű – általában 10 méternél kisebb hatótávolságú – hálózat, amely lehetővé teszi, hogy egy ember környezetében lévő eszközök kommunikáljanak egymással.[1]

- Helyi hálózat (angolul: Local Area Network, röviden: LAN): Olyan kis kiterjedésű – 10 métertől kezdve, akár 1 kilométeres területet lefedő - hálózat, amely számítógépeket és eszközöket köt össze korlátozott földrajzi területen, például otthonokban, iskolákban, irodaházakban vagy egymáshoz közel elhelyezkedő épületcsoportokban.

- Otthoni hálózat (angolul: Home Area Network, röviden: HAN): Otthoni digitális eszközök közötti kommunikációra használják, általában kis számú személyi számítógép és perifériák, például nyomtatók és mobil számítástechnikai eszközök, mint otthon-automatizálási berendezések és szenzorok.[2]

- Városi hálózat (angolul: Metropolitan Area Network, röviden: MAN): Városi méretű hálózat. Egyik példája a sok városban elérhető kábeltévé-hálózat (pl. DOCSIS).

- Nagy kiterjedésű hálózat (angolul: Wide Area Network, röviden: WAN): nagy távolságú, nagyméretű hálózat.

| Processzorok közötti távolság | Processzorok elhelyezkedése ugyanazon | Példa                          |
| ----------------------------- | ------------------------------------- | ------------------------------ |
| 1 m                           | Asztalon                              | Személyi hálózat (PAN)         |
| 10 m                          | Szobában                              | Helyi hálózat (LAN)            |
| 100 m                         | Épületben                             | Helyi hálózat (LAN)            |
| 1 km                          | Egyetemen, üzemben                    | Helyi hálózat (LAN)            |
| 10 km                         | Városban                              | Városi hálózat (MAN)           |
| 100 km                        | Országban                             | Nagy kiterjedésű hálózat (WAN) |
| 1000 km                       | Földrészen                            | Nagy kiterjedésű hálózat (WAN) |
| 10 000 km                     | Bolygón                               | Internet (GAN)                 |

A hálózatok összekapcsolásával létrejött hálózatot összekapcsolt (angolul: internetwork) hálózatnak hívjuk.

## Hálózati topológiák

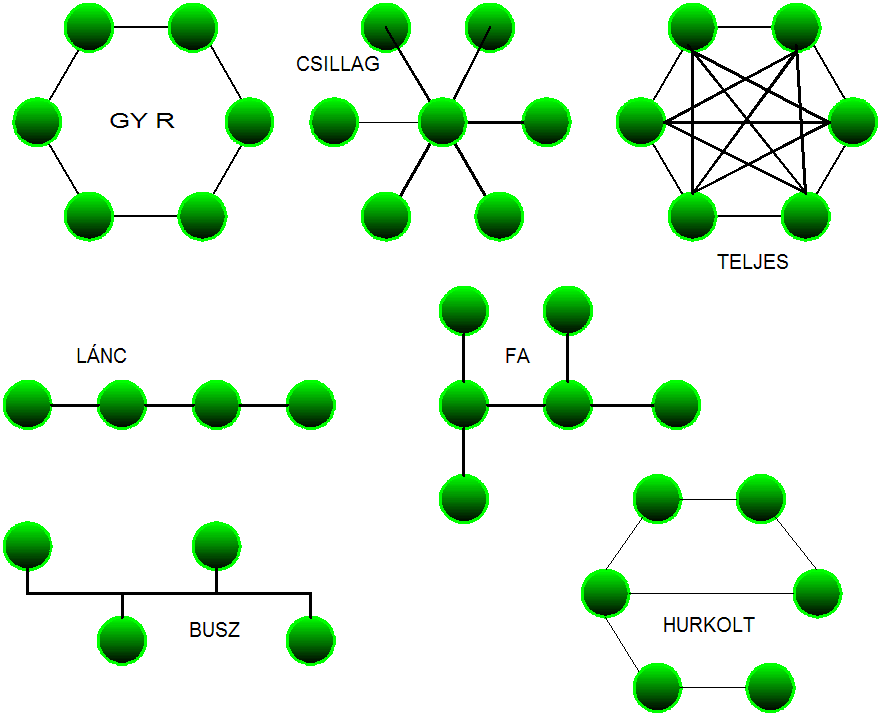
Különböző hálózati topológiák

A hálózat egyik fontos jellemzője a hálózati topológia, amely a matematikai topológia egyik fejezetével, a gráfelmélettel áll kapcsolatban. A számítógépes hálózatba kapcsolt eszközök, mint csomópontok állnak egymással kapcsolatban, ahol – topológiai szempontból – nem számít a köztük lévő távolság és az elhelyezkedésük, csupán az, hogy mely pontok vannak egymással összekötve.

### Pont-pont összeköttetés topológiái
- Csillag topológia: A számítógépek egyazon csomópontra csatlakoznak. Előnye, hogy vonalszakadás esetén csak az adott gép válik használhatatlanná, hátránya ugyanakkor, hogy a szerver túlterheltté válhat.
- Gyűrű topológia: A pont-pont összeköttetés esetén két gyűrű van, az egyiken az adatok a másikon a jelek futnak. Előnye, hogy korlátlanul bővíthető, hátránya, hogy költséges.
- Fa topológia: Egy gyökérszerverre kapcsolódnak kisebb szerverek, majd azokra tovább a munkaállomások. Előnye, hogy korábban kialakított kisebb hálózatokat be lehet építeni, hátránya hogy költséges, illetve a központi szerver leállásakor a hálózat nem működik megfelelően.
- Teljes topológia: A hálózatban részt vevő összes számítógép kapcsolatban van egymással. Előnye, hogy közvetlen címzéssel elérhető bármelyik gép, hátránya viszont a nagy kábeligény és ezzel együtt a magas költségek.
- Hálós topológia: A teljes topológia egyik változata, amikor minden csomópont tetszőleges számú szomszédhoz csatlakozik oly módon, hogy legalább egy átjárás legyen bármelyik csomópontból bármely másikba.
- Hibrid topológia: Két vagy több alap hálózati topológia kombinációja, mint például csillag-busz vagy csillag-gyűrű topológia.

### Adatszóró hálózatok topológiái
- Sín vagy busztopológia - Az elrendezésben egy azonos csatornát használ az összes gép, soros kapcsolással. Előnye az olcsó kivitelezés lehetősége, hátránya viszont, hogy könnyen leterhelődik és vonalszakadáskor a hálózat nem működik.
- Gyűrű topológia - Láncba szervezett gépek, itt a pont-pont kapcsolattal szemben csak egy gyűrű található. Előnye az olcsó kivitelezés lehetősége, nem igényel csomópontot illetve egyszeres vonalszakadás esetén működőképes marad, ugyanakkor hátránya a lassú adatátvitel – mivel a köztes gépeken is áthalad az adat.

### Elfedő hálózat
Léteznek elfedő hálózatok (angolul: overlay network) amelyek egy tetszőleges fizikai hálózaton valósítanak meg egy virtuális hálózatot. Az így létrehozott virtuális infrastruktúrában logikai kapcsolódások jönnek létre. Az ilyen hálózati megoldások egyike a virtuális magánhálózat (angolul: Virtual Private Network, röviden VPN), amely segítségével a felhasználók egy megosztott vagy nyilvános hálózaton keresztül – mint akár az internet – úgy küldjenek és fogadjanak adatokat, mintha számítógépeik közvetlenül kapcsolódnának egy helyi hálózathoz.

## Hálózati technológiák
A számítógépes hálózatoknál használt technológiáknak két típusa van: az adatszórásos hálózatok és a pont-pont hálózatok.

### Adatszóró hálózatok
Az adatszórásos hálózatok (broadcasting) egyetlen kommunikációs csatornával rendelkeznek, amelyet a hálózatra csatlakozó összes gép közösen használ. Ez a gyakorlatban azt jelenti, ha a gazdagép (host) egy rövid üzenetet küld, akkor azt a hálózat összes gépe megkapja. Ezeket a rövid üzeneteket a használt protokolltól függően csomagnak (packet), keretnek (frame) vagy cellának (cell) nevezik. A feladót és a címzettet a rövid üzeneten belüli címmezőben lehet azonosítani. Ha egy gazdagép kap egy ilyen üzenetet, akkor megnézi a címmezőt. Ha az üzenet nem neki szól, akkor nem tesz vele semmit, ellenkező esetben viszont feldolgozza.
Az adatszóró rendszerek általában lehetővé teszik, hogy a címmező speciális beállításával az adott üzenetet minden gép megkapja és feldolgozza, ez az adatszóró (broadcasting) működési mód. Egyes rendszerek megengedik, hogy a hálózati gépek egy bizonyos csoportja kapja csak meg az üzenetet. Ez az üzemmód a többesküldés (multicasting). A gazdagépek „előfizethetnek” bizonyos címcsoportokra, de akár az összes címcsoportra is. Azok, akik nem „fizettek elő” egy címcsoportra, azok hiába kapják meg az üzenetet, az számukra olyan, mintha nem nekik szólna.
A multicasting mód használata esetében a címmező n bitjéből 1-et fenntartunk az üzemmód jelzésére, n-1 bit pedig a csoport(ok) címzésére használható.

### Pont-pont hálózatok
A pont-pont hálózatok (point-to-point network) sok olyan kapcsolatból állnak, amelyek géppárokat kötnek össze. Ez azt jelenti, hogy egy üzenet továbbítása egy, esetleg több csomóponton keresztül történik, és lehetséges, hogy egynél több lehetséges úton is eljuthat egy üzenet a céljához. Ezekben a hálózatokban az útvonal optimális megválasztása alapvető fontosságú. Ezt a hálózati technológiát nevezik még egyesküldésnek (unicasting) is.

## Kategóriák

### Funkcionális kapcsolatok szerint
- Kliens-szerver
- Host-terminal (vendéglátó terminál)
- Peer-to-peer (egyenrangú munkacsoportok)

### Speciális funkciók szerint
- Tároló hálózatok
- Szerver farmok
- Folyamat irányító hálózatok
- Értéknövelt hálózat
- SOHO hálózat
- Drót nélküli nyilvános hálózat
- XML appliance

## Adatátviteli és hálózati protokollok
A számítógépes hálózatok számtalan adatátviteli/hálózati protokollt használnak, az átvitel, a hálózat, az átviteli közeg, a feladat, a gép architektúrájának függvényében. A leggyakrabban használt, és legismertebb protokollok (a teljesség igénye nélkül) a következők:
- ARCNET
- AppleTalk
- ATM
- Bluetooth
- DECnet
- Ethernet
- FDDI
- Frame Relay
- HIPPI
- IEEE 1394 FireWire, iLink
- IEEE 802.11
- IEEE-488
- IP
- IPX
- Myrinet
- QsNet
- RS-232
- SPX
- System Network Architecture
- Token-Ring
- TCP
  - TCP Tuning
- USB
- UDP
- X.25

A használt protokollok listáját lásd itt: Hálózati protokollok.
Szabványok: IEEE 802.

## Kapcsolódó területek
- Kommunikációelmélet

### Kommunikációs rétegek
Az adatátviteli/hálózati protokollokat a megvalósított szolgáltatásaik alapján 'rétegekbe csoportosították. Minden réteg a saját szolgáltatásai megvalósításánál csak az alatta lévő réteg nyújtotta szolgáltatásokra támaszkodhat. A rétegek által nyújtott szolgáltatásokat először az ISO/OSI (az OSI a Open System Interconnection, a nyílt rendszerek összekapcsolása rövidítése) szabvány modellje határozta meg, és a réteg fogalmát is itt vezették be.
| OSI-modell                           | TCP/IP modell                   |
| ------------------------------------ | ------------------------------- |
| - Alkalmazási réteg                  | Alkalmazási réteg               |
| - Megjelenítési réteg                | Alkalmazási réteg               |
| - Viszony, Együttműködési réteg      | Alkalmazási réteg               |
| - Szállítási réteg                   | Szállítási réteg/ Átviteliréteg |
| - Hálózati réteg - Útvonalirányítás  | Internetréteg                   |
| - Adatkapcsolati réteg - Kapcsolatok | Hálózati hozzáférési réteg      |
| - Fizikai réteg                      | Hálózati hozzáférési réteg      |

### Adatátvitel

#### Kábelesátvitel
- Nyilvános kapcsolt telefon hálózat
  - Modemek és behívás
- Fix adatátviteli vonalak – bérelt vonalak
- Időosztásos multiplexálás
- Csomagkapcsolás
- Frame Relay
- PDH
- Ethernet
- RS-232
- Optikai kábeles átvitel
  - Szinkron optikai hálózatok
  - Fiber distributed data interface

#### Vezetéknélküliátvitel
- Kis távolságú
  - Infra
  - Bluetooth
- Közepes távolságú
  - IEEE 802.11
- Nagy távolságú
  - Műhold
  - MMDS többcsatornás multipontos elosztási szolgáltatás
  - SMDS
  - Mobiltelefonon keresztüli adatátvitel (csatorna hozzáférési módszerek)
    - CDMA kódosztásos többszörös hozzáférés
    - CDPD cellás digitális adatcsomagok
    - GSM
    - TDMA

  - Paging networks
    - DataTAC
    - Mobitex
    - Motient

### Egyéb
- Számítógép hálózatok egységei
  - Hálózati kártya
- Elnevezési sémák, koncepciók
- Hálózat monitorozása

## Csoportosítás

### Kompatibilitás
- zárt rendszer: az egységeket csak a gyártó által meghatározott módon lehet a hálózatba kapcsolni
- nyílt rendszer: általános érvényű ajánlások és szabványok alapján épül fel; viszonylag független a hardvertől

### Átviteli sebesség
1. Lassú (kb. 30 kbit/s): általában telefonvonalon történő analóg vagy digitális (ISDN – 64, ill. 128 kbit/s) átvitelre jellemző
2. Közepes sebességű (kb. 1-20 Mbit/s): ide tartozik a legtöbb lokális hálózat (Ethernet – 10 Mbit/s, Token Ring – 16 Mbit/s)
3. Nagy sebességű (50 Mbit/s felett): Speciális hálózatok osztálya volt régebben, de mára a 100 Mbit/s-os lokális hálózatok terjednek robbanásszerűen. Elkezdődött a Gigabit/s-os hálózatok fejlesztése is. Valószínűleg rövid időn belül ezt a tartományt fogjuk a nagy sebességű osztályba sorolni.

### Átviteli módszer
- alapsávú: modulálatlan jeleket továbbít, a közegben haladó jel frekvenciája megközelítőleg azonos a bitsorozat frekvenciájával (pl.: LAN)
- széles sávú: a vivő frekvencia nagyságrendekkel nagyobb, mint a bitsorozat frekvenciája (pl.: kábeltelevízió)

### Kommunikáció iránya
- szimplex: a hálózati kommunikáció egyirányú
- half-duplex: a hálózati kommunikáció váltakozó irányú
- full-duplex: a hálózati kommunikáció kétirányú

### Kapcsolási technika
- vonalkapcsolt: állandó kapcsolat

Az ADÓ és a VEVŐ közti összeköttetés megteremtésére ki kell alakítani azt az útvonalat, amelyeknek részei kapcsolóközpontokon keresztül vannak összekötve.
Első lépésben fizikai kapcsolat létesül az ADÓ és a VEVŐ között, ami az összeköttetés idejére áll fenn. Az összeköttetésen keresztül megvalósul az átvitel, majd annak befejeztével a kapcsolat lebomlik.
A vonalkapcsolás esetén a rendelkezésre álló sávszélességet csak akkor tudjuk kihasználni, ha az információátvitel folyamatos. (a folyamat a távbeszélő technikában: hívás)
Az információátvitelt meg kell előznie a híváskérés hatására létrejövő összeköttetés. Előnye az, hogy ténylegesen fizikai összeköttetést hozunk létre. Ezek után a két állomás úgy képes kommunikálni, mintha pont-pont összeköttetés valósult volna meg közöttük. Mielőtt az adatátvitel megkezdődne, a hívójelnek egészen a hívott pontig kell eljutnia, majd onnan egy nyugtának kell visszaérkeznie. A vonalkapcsolás a szükséges sávszélességet statikusan előre lefoglalja.
- üzenetkapcsolt: tárolva továbbító egységeket alkalmaz.

Ilyenkor nincs előre kiépített út az ADÓ és a VEVŐ között. Az ADÓ az elküldendő adatblokkját elküldi az első IMP-nek (Interface Message Processor), az pedig továbbküldi a következőnek, egészen a VEVŐ hoszthoz kapcsolódó IMP-ig. az ilyen hálózatok a tárol és továbbít (store and forward) hálózatok. Az üzenetkapcsolás esetére nincs az adatblokk méretére korlátozás, ami nagy tárolókapacitású fogadó és továbbító IMP-ket igényel a teljes átviteli szakasz csomópontjain.
Másik hátránya, hogy egy nagy üzenet akár percekre lefoglalhatja a közreműködő IMP-ket és a köztük lévő átviteli csatornát.
- csomagkapcsolt: tárolva továbbító egységeket alkalmaz, de egy-egy csomag mérete maximált.

Az átviendő adatblokkok méretét korlátozzuk, és csomagokká bontjuk. A csomagkapcsolás az igényekhez mérten a szükséges sávszélességet hol lefoglalja, hol pedig felszabadítja.
A csomagkapcsolás nagyon hatékonyan képes a vonalak kihasználására, mivel adott két pont között összeköttetést több irányból érkező és továbbhaladó csomag is használja. Csomagkapcsoláskor a csomagok sorrendje megváltozhat, és a sorrendhelyes összerakásukról is gondoskodni kell (hátrány).
- összeköttetés nélküli: a csomagok átvitelét a datagram service végzi
- virtuális összeköttetéses: a csomagok átvitelét egy virtuális adatáramkör biztosítja

### Közeghozzáférési mód
- véletlen átvitelvezérlés: ha szabad a hálózat, akkor bármelyik állomás leadhat jelet (CSMA/CD)
- osztott átvitelvezérlés: csak egy állomásnak van joga jelet adni (token busz)
- központosított átvitelvezérlés: egy kitüntetett állomás foglalkozik az átviteli jogokkal (szerver)

## Egyéb, angol nyelvű információk
- Hálózatok és mikroszámítógépek Archiválva 2013. január 2-i dátummal a Wayback Machine-ben
- Networking: K-12 Archiválva 2005. április 3-i dátummal a Wayback Machine-ben
- Hogyan építhetünk ki otthoni hálózatot?
- Hálózatokkal kapcsolatos, nyilt forrású és nem jogilag védett könyvek elérése és/vagy letöltése
- Networking Lab Ken Vastola, Shiv Kalyanaraman , Biplab Sikdar, Koushik Kar és Alhussein Abouzeid professzorok alapján
- Easy Network Concepts (Linux kernel specifikus)
- PC hálózat.lap.hu - linkgyűjtemény